# P.O.V. - Point of View
P.O.V. - Point of View er en dansk spillefilm fra 2002, der er instrueret af Tómas Gislason efter manuskript af ham selv og Lars Kjeldgaard.

## Handling
Danske Kamilla tager til Las Vegas for at blive gift. Under vielsen skifter hun mening og stikker af. Den 40-årige Rock tager hende med på sin motorcykel. Efter et besøg hos hans tante, beslutter de sig for at opsøge Rocks far. Under deres tur har Rock båret et mystisk pakke og kort før de ankommer til Las Vegas finder Kamilla ud af, hvad pakken indeholder.